# Francesco Illy
Francesco Illy (in ungherese: Illy Ferencz; Timisoara, 7 ottobre 1892 – Trieste, 22 ottobre 1956) è stato un imprenditore e inventore austro-ungarico naturalizzato italiano; fu il fondatore della Illycaffè.

## Biografia
Francesco nacque da János Illy, un falegname di lingua ungherese, e da Aloisia Rössler (detta Luisa) di lingua tedesca (sveva del Banato), trascorrendo sia l'infanzia sia la gioventù nell'allora Temesvár, dove studiò economia. Dopo il liceo si trasferì a Vienna, dove lavorò per due grandi aziende della Transilvania. Nel 1914, all'età di ventidue anni, venne arruolato nell'imperiale e regio esercito austro-ungarico, combattendo su vari fronti e prendendo parte alla battaglia di Kraśnik e alle battaglie dell'Isonzo e di Verdun.
Dopo la guerra rimase dalla sorella Amalie, detta Milly, a Trieste, coniugata col facoltoso Leopoldo de Puxbaum, dal quale aveva avuto due bambine; ebbe così modo di frequentare Vittoria Prandina (cognome poi mutato in Berger, riprendendo quello del padre naturale Vittorio), detta Doris, una ragazza triestina, maestra di pianoforte delle due nipoti. Trovò lavoro presso alcune aziende che si occupavano di cacao e torrefazione. A Milano fondò nel 1920 la torrefazione Emax in società con Cristoforo Cagnus. In seguito, inventò e brevettò un suo metodo per mantenere la qualità del caffè appena tostato, in modo che potesse essere consegnato conservando l'aroma del caffè, metodo perfezionato negli anni e ancora in uso. Per iniziare la sua avventura imprenditoriale in Italia costituì una società con un produttore locale di caffè, la Hausbrandt.
Nel 1933 fondò, assieme a Roberto Hausbrandt quale socio paritetico, l’Industria Caffè e Cioccolato Illy & Hausbrandt e inventò la prima macchina da caffè automatica che sostituì il vapore con l'acqua in pressione. La Illetta divenne la predecessora dell'attuale macchina per caffè espresso; nel 1939 a Thalwil, i due soci, assieme a Carlo Seitz, fondarono la società svizzera della Illy. Suo figlio Ernesto Illy (1925-2008) assunse la gestione della società, la quale nel ventunesimo secolo è diretta della terza generazione della famiglia Illy.